# 모이아노
모이아노(이탈리아어: Moiano)는 이탈리아 캄파니아주 베네벤토도의 코무네다. 나폴리가 북동쪽으로 40km 베네벤토가 남서쪽 20km 거리에 있다.